# 28 ذو الحجة
- السبت
- الأحد
- الاثنين
- الثلاثاء
- الأربعاء
- الخميس
- الجمعة

- 2624 مايو 2025
- 2725 مايو 2025
- 2826 مايو 2025
- 2927 مايو 2025
- 128 مايو 2025
- 229 مايو 2025
- 330 مايو 2025
- 431 مايو 2025
- 51 يونيو 2025
- 62 يونيو 2025
- 73 يونيو 2025
- 84 يونيو 2025
- 95 يونيو 2025
- 106 يونيو 2025
- 117 يونيو 2025
- 128 يونيو 2025
- 139 يونيو 2025
- 1410 يونيو 2025
- 1511 يونيو 2025
- 1612 يونيو 2025
- 1713 يونيو 2025
- 1814 يونيو 2025
- 1915 يونيو 2025
- 2016 يونيو 2025
- 2117 يونيو 2025
- 2218 يونيو 2025
- 2319 يونيو 2025
- 2420 يونيو 2025
- 2521 يونيو 2025
- 2622 يونيو 2025
- 2723 يونيو 2025
- 2824 يونيو 2025
- 2925 يونيو 2025
- 126 يونيو 2025
- 227 يونيو 2025

28 ذو الحجَّة أو 28 ذو الحجَّة الحرام أو يوم 28 \ 12 (اليوم الثامن والعُشرون من الشهر الثاني عشر) هو اليوم الثالث والخمسون بعد الثلاثمائة (353) من أيَّام السنة (أو الرابع والخمسون بعد الثلاثمائة لو كان شهر رمضان مُتممًا لليوم الثلاثين أو الخامس والخمسون بعد الثلاثمائة لو أتم كلاً من صفر وربيع الآخر وجمادى الآخرة وشعبان ورمضان ثلاثين يوماً) وفق التقويم الهجري القمري (العربي). يبقى بعده يوم أو يومان لانتهاء السنة، فهو بهذا اليوم ما قبل الأخير في أيام السنة الهجريَّة، ولا يكون كذلك إن تمَّم ذو الحجَّة 30 يومًا.

## أحداث
- 62 هـ - نشوب وقعة الحرة في المدينة المنورة بين أهلها من طرف ويزيد بن معاوية والأمويين من طرف آخر، بعد أن نقض أهل المدينة بيعة يزيد لما حدث في معركة كربلاء ومن مقتل الحسين بن علي، فطردوا والي يزيد على المدينة عثمان بن محمد بن أبي سفيان ومن معه من بني أمية، فأرسل على اثرهم يزيد جيش من الشام وأمر عليهم مسلم بن عقبة المري فوقعت بينهم المعركة وانتهت بمقتل عدد كبير من الصحابة وأبناء الصحابة والتابعين.
- 978 هـ - العثمانيون يدخلون موسكو بعد معركة دامية مع الروس قُتل فيها 8 آلاف روسي، ويقومون بإحراق سراي الكرملين، بمساعدة خان القرم "دولت كراي"، الذي حصل على لقب «تخت-آلان» أي «كاسب العرش».
- 1327 هـ - إيقاف صحيفة «القطر المصري» وتعطيلها عن الصدور بعد نشرها مقالاً بعنوان «فلتسقط حكومة الفرد». وقد بدأت هذه الصحيفة في الصدور قبل نحو سنتين من السنة المذكورة، ورأس تحريرها الصحفي والسياسي أحمد حلمي.
- 1330 هـ - اكتشاف تمثال الملكة الفرعونية نفرتيتي زوجة الفرعون إخناتون في منطقة تل العمارنة بالمنيا في جنوب مصر.
- 1343 هـ - الأمير سلطان باشا الأطرش يقوم بانتفاضة ضد الاحتلال الفرنسي في جبل الدروز بسوريا، وقد شكلت ثورة الدروز خطرًا كبيرًا على الوجود الفرنسي في سوريا.
- 1367 هـ - العصابات الصهيونية ترتكب مجزرة البعنة ودير الأسد بفلسطين، حيث قامت بتجميع سكان القريتين عبر مكبرات الصوت في السهل الفاصل بين القريتين بحراسة من الجنود الإسرائيليين، وتم قتل مجموعة من الشبان بطريقة وصفها أحد مراقبي الأمم المتحدة بأنها «قتل وحشي، جرى دون استفزاز أو إشارة غضب من الناس».
- 1376 هـ - إلغاء الملكية وإعلان قيام الجمهورية التونسية وتنصيب الحبيب بورقيبة رئيسًا لها.
- 1377 هـ -
  - إعدام رئيس الوزراء العراقي نوري السعيد وذلك بعد إصدار حكم الإعدام ضده من محكمة الثورة العراقية في جلسة استمرت لدقائق معدودة.
  - الرئيس الأمريكي دوايت أيزنهاور يقرر إرسال قوات مشاة البحرية الأمريكية إلى لبنان بناء على طلب الرئيس اللبناني كميل شمعون وذلك لمواجهة المد القومي العربي المتصاعد في لبنان.
- 1388 هـ - انتخاب جولدا مائير رئيسة لوزراء إسرائيل، لتكون أول امرأة تتولى منصب رئيس وزراء فيها.
- 1430 هـ - اختتام أعمال الدورة الثلاثين للقمة الخليجية في الكويت بالاتفاق على تشكيل قوة مشتركة للتدخل السريع لمواجهة الأخطار الأمنية ووضع جدول زمني للوحدة النقدية الخليجية وإنشاء مجلس نقدي مشترك.
- 1432 هـ -
  - المجلس الانتقالي الليبي يعلن عن اعتقال سيف الإسلام القذافي بالقرب من بلدة أوباري جنوبي ليبيا.
  - قوات الشرطة المصرية تفض بالقوة اعتصام لأهالي مصابي ثورة 25 يناير وبعض الشباب بميدان التحرير بالقاهرة، وتلى ذلك وقوع مواجهات استمرت عدة أيام بما يعرف بأحداث محمد محمود، وأدت الأحداث إلى مصرع 41 متظاهرًا وإصابة الآلاف.
- 1434 هـ - اغتيال حكيم الله محسود زعيم حركة طالبان باكستان بعد هجمة نفذتها طائرة دون طيار تابعة لوكالة المخابرات المركزية في إقليم وزيرستان بباكستان.
- 1437 هـ - محكمة قبرصية تقضي بتسليم خاطف الطائرة المصرية من مطار برج العرب قبل نحو 5 أشهر.

## مواليد
- 1347 هـ - عزيزة حلمي، ممثلة مصرية.
- 1352 هـ - جابر قميحة، شاعر وأديب مصري.
- 1358 هـ - عبدالحسين عبدالرضا، ممثل كويتي.
- 1379 هـ - سميرة صدقي، ممثلة مصرية.
- 1395 هـ - ميلاد يوسف، ممثل سوري.
- 1398 هـ -
  - مهدي النفطي، لاعب كرة قدم تونسي.
  - هيثم طمبل، لاعب كرة قدم سوداني.
- 1401 هـ - صقر خضير، لاعب كرة قدم كويتي.
- 1405 هـ - بدر الحمود، مخرج سعودي.

## وفيات
- 286 هـ - أبو العباس محمد بن يزيد المبرد، شيخ اللغويين والنحاة في بغداد.
- 568 هـ - نجم الدين أيوب، سياسي وعسكري أيوبي.
- 1306 هـ - إبراهيم الغراوي، فقيه جعفري وشاعر عراقي.
- 1377 هـ - نوري السعيد، رئيس وزراء العراق.
- 1388 هـ - أبو السعود الإبياري، مؤلف مصري.
- 1393 هـ - عبد الحميد جودة السحار، كاتب ومؤلف مصري.
- 1408 هـ - محمد الزمزمي، عالم دين مغربي.
- 1434 هـ - حكيم الله محسود، زعيم حركة طالبان باكستان.
- 1439 هـ - عادل البكري، طبيب وشاعر وكاتب عراقي.
- 1442 هـ - دلال عبد العزيز، ممثلة مصرية.
- 1443 هـ - عبد الرحمن بن ناصر بن عبد العزيز آل سعود، أمير سعودي ومحافظ الخرج سابقاً.

## وصلات خارجية
- موقع قصة الإسلام: حدث في شهر ذو الحجَّة.